# 星空 (电视剧)
《星空》（英語：Sky）是2007年马来西亚电视八度空间推出的一部偶像剧，共13集，于5月6日在八度空间播出，由云镁鑫、黄俊源、叶俊岑、林冰冰主演，加上李吉汉特别演出。

## 剧情简介
乡村少女林芯美（云镁鑫饰）拥有一把纯净、完美的歌喉，她一直梦想当歌手，无奈却患“人前表演恐惧症”；表演上的障碍及自卑的性格让芯美的梦想变得要不可及。但是因一次的巧遇，芯美认识了金牌音乐制作人Adrian（叶俊岑饰），从此踏上歌手之路。
离开了家乡及暗恋已久的男生黄伟明（李业政饰），芯美来到人生地不熟的大都市接受一连串的考验。同时，芯美也遇上了她的真命天子——才华横溢的富家公子颜俊皓（黄俊源饰），但他们的爱情却因为种种的阻力而无法获得进展。
同是唱片公司新秀歌手同时也是老板千金的雅琪（林冰冰饰）视芯美为敌，想尽暗算打败芯美，尤其当青梅竹马的男友俊皓舆她提出分手后，雅琪更认定芯美是第三者而对她恨之入骨；而挥别情伤的Adrian也在这个时候发现自己爱上了芯美。四人因此展开一段爱情角力战。
芯美遭遇层层难关舆考验，幸最后均化险为夷。眼看从前的梦想逐渐实现的过程中，芯美方才认清了自己真正的追求。

## 收视成绩
根据报道，《星空》播出前七集平均收視突破50万个观众，这件幸事引起制作者盼望将来作出一部续集。

### DVD版本
《星空》在电视首映完结后，在2008年9月27日由PMP Entertainment影碟发行公司推销DVD版本配套，以一盒含两碟而分成。

## 原声带
《星空》电视剧原声带专辑版本如今在发售中，由Monkey Bone Records公司制作，华纳唱片发行。本专辑一共10项目，包括6首歌、3首伴奏以及一首MV，分別如下：
1. 快乐的一天 MV——群星
2. 快乐的一天——群星
3. 太用力——云镁鑫
4. 无所谓——云镁鑫
5. 未来——黄俊源&云镁鑫
6. 不许哭——云镁鑫
7. 一天一点——林冰冰
8. 快乐的一天（伴唱版）
9. 未来（伴唱版）
10. 不许哭（伴唱版）